# 蒂尔·登斯
蒂尔·登斯（荷蘭語：Tuur Dens，2000年6月26日—），比利时男子自行车运动员，主攻公路赛和场地赛，2021年世界场地锦标赛男子捕捉赛银牌得主、2023年世界场地锦标赛男子捕捉赛铜牌得主。